# Microderolus
Microderolus is een kevergeslacht uit de familie van de boktorren (Cerambycidae). De wetenschappelijke naam van het geslacht werd voor het eerst geldig gepubliceerd in 1925 door Aurivillius.

## Soorten
Microderolus omvat de volgende soorten:
- Microderolus hefferni Adlbauer, 2000
- Microderolus latevittatus Aurivillius, 1925
- Microderolus tanzaniensis Adlbauer, 2003